# Classe South Carolina
La classe South Carolina est une classe de cuirassés de la Marine des États-Unis. Cette classe compte deux navires, l'USS South Carolina (BB-26) et l'USS Michigan (BB-27). Ces navires sont les premiers navires de guerre américains de type dreadnought dont les capacités dépassent de loin celles des cuirassés du type pré-Dreadnought.
Dans les premières années du XXe siècle, la théorie dominante du combat naval conçoit la tactique navale avec une configuration de combat relativement proche des navires ennemis à l'aide d'armes légères à tir rapide. Chacun des navires de la classe de cuirassée précédente (la classe Connecticut) dispose de beaucoup d'armes de taille moyenne avec quatre gros canons. Les théoriciens américains proposent alors une nouvelle conception de navire disposant de batteries plus homogènes avec de plus gros canons, plus efficaces dans la bataille.
Cette proposition trouvant de l'écho dans les milieux concernés, le Congrès des États-Unis autorise la marine à construire deux petits cuirassés de 16 300 t. Une classe de la même taille que la classe Connecticut, mais déjà 2 000 tonnes plus petites que la norme des cuirassés des marines étrangères contemporaines. La solution est trouvée dans un design ambitieux élaboré par le contre-amiral Washington L. Capps, le chef du Bureau of Construction and Repair, qui présente un armement lourd et un blindage relativement épais, deux points défendus par les théoriciens de la marine. Cependant, cette proposition est à la limite de ce que le mandat du Congrès autorise. La conception doit trouver un compromis entre armements principales, blindage, et vitesse. C'est ce dernier paramètre qui fera les frais du compromis, un désavantage finalement fatal et qui limite gravement leur utilité dans un conflit.
Avec leurs tourelles superposées (superfiring), Le South Carolina et le Michigan marquent le début d'une nouvelle époque dans la conception de navires de guerre, aux côtés du Britanniques HMS Dreadnought, même si ces derniers sont rapidement dépassés par des navires toujours plus grands et plus puissants comme avec les super cuirassés. Et leur faible vitesse de pointe de 34,3 km/h, contre 39 km/h pour le standard des cuirassés américains suivants (Standard-type battleship (en)), les rend rapidement obsolètes. Par la suite, les deux navires de la classe South Carolina sont démolis en vertu du traité naval de Washington.

## Contexte
En 1901, le design pré-Dreadnought des cuirassés de l'US Navy reflètent la théorie dominante du combat où les navires combattent à une certaine distance l’un de l’autre, mais où ils doivent s’approcher pour porter les derniers coups, avec des armes à plus courte portée et plus rapide adaptées aux combats rapprochés. La première classe de cuirassé réalisée dispose de quatre canons de 305 mm, huit de 203 mm et douze de 178 mm, une force de frappe légèrement plus lourde que ce que disposent les cuirassés étrangers typiques de l'époque,.
Le magazine Proceedings (en) de l'Institut naval des États-Unis consacre deux de ses numéros de l'année 1902 aux questions de conception des cuirassés. Le premier article est rédigé par le lieutenant Matt H. Signor, qui plaide pour un navire équipé de canons de 330 mm et 254 mm de calibres 40 disposés dans quatre tourelles triples. Et d'une batterie secondaire composée de canons de 127 mm / 60. Cet article provoque assez de bruit pour entrainer la publication par Proceedings des commentaires du capitaine William M. Folger, du professeur P.R. Alger et du constructeur naval David W. Taylor, futur chef du Bureau of Construction and Repair (C & R). Ces commentaires expriment des doutes quant à la faisabilité d’une telle proposition, mais ils louent l’idée comme un pas dans la bonne direction. Alger estime que Signor est sur la bonne voie en proposant un plus grand armement, bien qu'il pense que des tourelles triples seraient inutilisable et que huit canons de 305 mm en quatre tourelles doubles serait un compromis plus réaliste. L'historien naval Norman Friedman (en) estime que c'est l'une des premières propositions sérieuses pour concevoir une batterie monocalibre de grands canons,,.

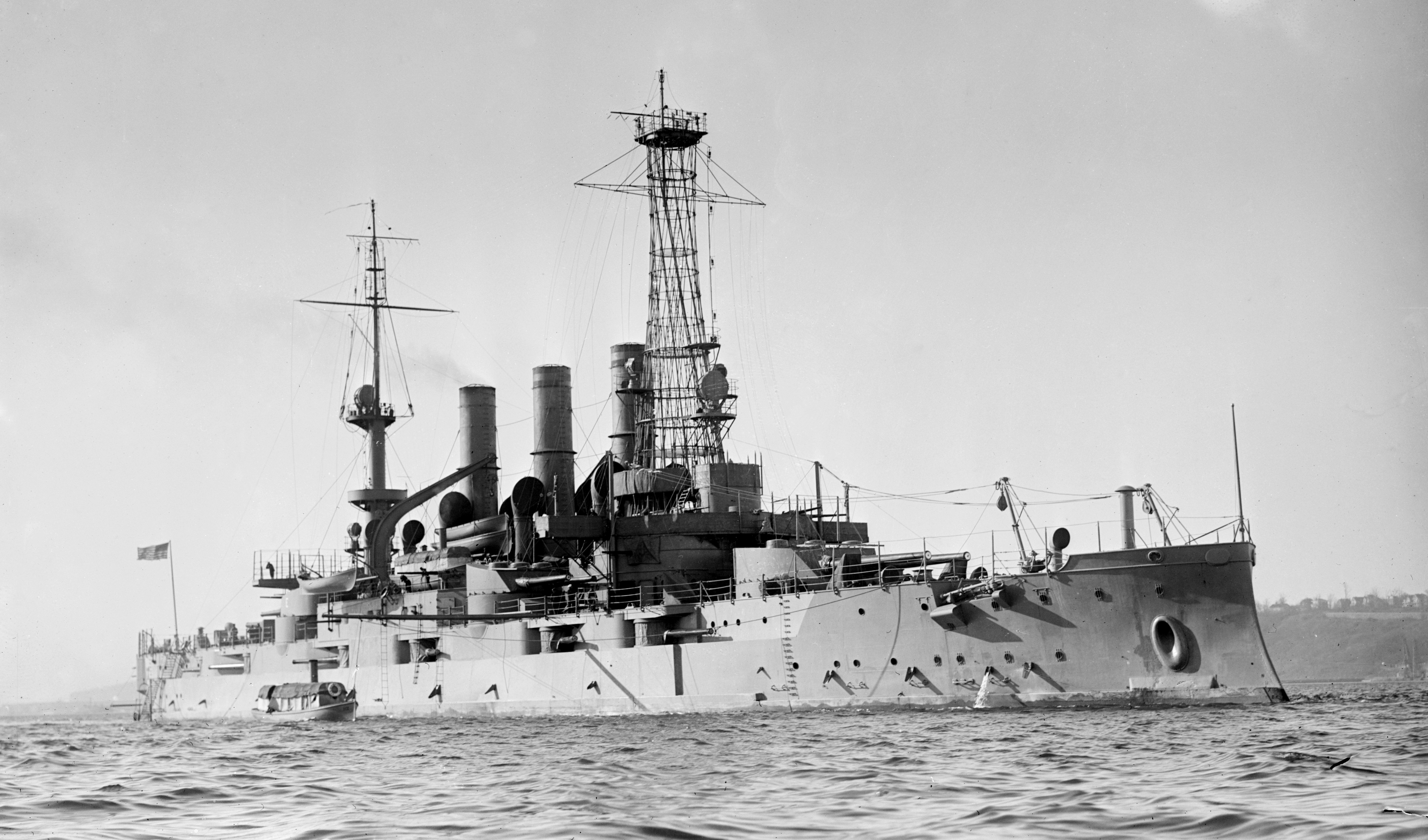
L'USS New Hampshire (BB-25) dernier représentant des cuirassés pré-Dreadnought américain avant la classe South Carolina.

La suggestion menant directement à la classe South Carolina provient de Homer Poundstone, un lieutenant commander dans la Marine, qui devient le principal promoteur la conception américaine all-big-gun (cuirassé armé uniquement de grandes batteries monocalibres). Dans un courrier daté de décembre 1902 et adressé au président Theodore Roosevelt, il plaide pour l'augmentation de la taille des navires de guerre actuels, mais il appuie également le maintien de batteries principales mixtes,. Cependant, dans les numéros de mars et juin 1903 de Proceedings, Poundstone commence à se faire l’avocat du all-big-gun, défendant des canons de 279 mm montés sur un navire de 19 640 t. En octobre de la même année, l'architecte naval italien Vittorio Cuniberti présente une idée similaire dans un article pour Fighting Ships Jane intitulé Un croiseur idéal pour la marine britannique. Il plaide en faveur d'un navire avec douze canons de 305 mm disposant d’un déplacement légèrement plus grand que les cuirassés en service à l'époque, 17 000 tonnes. Il pense que le poids plus élevé permettrait de disposer d’un blindage de 305 mm et de machines capables de propulser le navire à 44 km/h. Poundstone utilise ce qu'il croit être l'idée dominante en Europe pour justifier la conception all-big-gun,,,,.
En 1903, les idées de Poundstone commencent à recevoir l'attention des autorités navales américaines. Après avoir été affiné par Washington Irving Chambers (en), le travail de Poundstone est porté au Naval War College, où il est simulé lors de jeux de guerre au cours de la conférence de Newport en 1903. Les résultats indiquent qu'en théorie, un cuirassé débarrassé de l'armement intermédiaire de 203 et 178 mm et armé uniquement avec douze canons de 279 ou 305 mm, tous capables de tirer en une seule bordée, valait trois cuirassés de l'époque. Selon les hommes qui ont effectué les essais, le raisonnement principal à l’origine de ces conclusions est que l’efficacité de l’artillerie est directement liée à la portée maximale efficace des torpilles d'un navire ennemi. À ce moment, celle-ci est d'environ 2 700 m et à cette distance, les canons de 178 et 203 mm communs aux batteries intermédiaires américaines ne sont pas en mesure de pénétrer le blindage d'un cuirassé ennemi. Pire encore, les États-Unis élaborant des torpilles d'une portée efficace de 3 700 m, la portée des canons devrait encore augmenter dans un proche avenir, rendant les canons intermédiaires totalement inutiles. Une batterie principale de canons de 279 ou 305 mm devrait être capable de pénétrer le blindage avec une puissance explosive suffisante pour neutraliser un navire ennemi, et en ajoutant autant d'armes de 76 mm que possible, cela pourrait constituer une bonne défense contre les destroyers lance-torpille dénués de blindage,.

## Conception

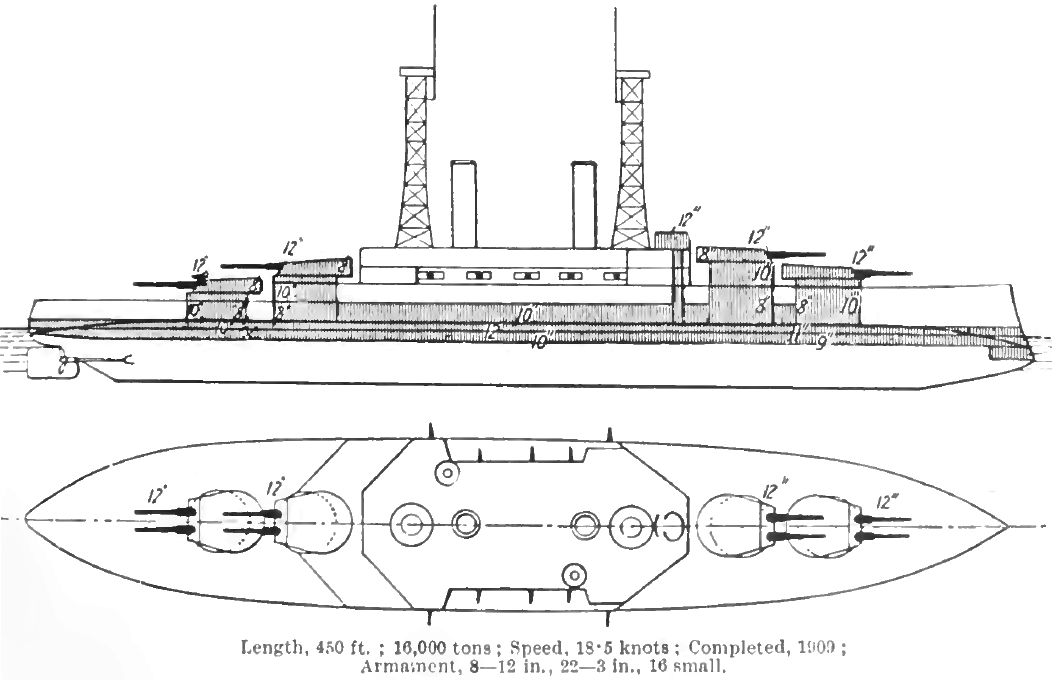
Les croquis d'armement et de blindage (zones grisées) des cuirassés de classe South Carolina. Brassey's Naval Annual, 1912.

Devant ces éléments, le General Board of the United States Navy envoie une demande formelle en octobre 1903 au Bureau of Construction and Repair (C & R), afin d’élaborer les plans d’un cuirassé suivant ces caractéristiques. Mais il faut attendre le 26 janvier 1904, pour que le General Board demande à C & R d'inclure dans les plans quatre canons de 305 mm, huit de 254 mm, et l'exclusion de tout armement intermédiaire en dehors des canons anti-destroyers de 76 mm. L'intégration de canons de 254 mm résulte des doutes des autorités navales sur la capacité physique d'un navire à ne supporter que des armes de 305 mm sur ses flancs. Ce n'est qu'en septembre que C & R commence à planifier un navire avec quatre canons de 305 mm à double tourelles avec huit doubles de 254 mm ou quatre canons de 305 mm simples.
Pendant ce temps, le Naval War College met en concurrence trois concepts de cuirassé lors de la conférence Newport de 1904 : les navires construits après la conférence de 1903; le nouveau concept de C*R développé depuis septembre 1904; et les derniers cuirassés en construction, la classe Connecticut. Les canons de 178 et 203 mm, et même les canons de 254 mm, démontrent à nouveau leur insuffisance. Même en simulant une frappe idéale avec un angle de 90° au niveau de la ceinture, ils n'ont pas réussi à percer un blindage Krupp au-delà de 305 mm d'épaisseur ; bien insuffisant pour neutraliser les principaux navires ennemis. Des calculs de vitesse sont également effectués et démontrent que même un avantage de 5,6 km/h sur une flotte ennemie est négligeable sur le résultat de presque toutes les batailles navales parce que des navires plus lents pourraient rester à portée en disposant d'un rayon de manœuvre plus serré.
Dans les bureaux de la marine, cependant, il y a encore beaucoup de résistance. Entre la mi et la fin 1904, Poundstone continue de faire pression sur le General Board tandis que C & R conteste les conclusions selon lesquelles l’artillerie légère est devenue obsolète dans le combat naval, et que dans tous les cas, uniformiser les batteries sur la base de canon aussi gros n’est pas envisageable. Poundstone répond avec un design de sa propre création, qu'il appelle USS Possible. Ce dernier comporte douze canons de 279 mm sur un navire qui déplace 19 640 t. Appuyé par le lieutenant commandant William Simsqui démontre les capacités de la Marine à effectuer des tirs longues distances de plus en plus précis, et l'intérêt que porte le président Théodore Roosevelt au projet, les derniers blocages bureaucratiques se lèvent.
Le 3 mars 1905, le Congrès des États-Unis adopte une loi qui autorise la Marine à construire deux nouveaux navires de guerre et nommés d'après les États de la Caroline du Sud et du Michigan. La limite maximale de la jauge est fixée à 16 257 tonnes, le même poids que la classe Connecticut lancée deux ans avant, afin d'endiguer la hausse des couts de nouveaux navires de la Marine,. Cette dernière disposition rencontre un accueil mitigé des designers navals. Certains, y compris George Dewey, amiral à la retraite, estiment que le déplacement aurait dû s'aligner sur la norme des cuirassés étrangers, soit environ 18 290 tonnes. D'autres ont expliqué qu’une augmentation significative de la vitesse ou de la puissance de feu exigerait beaucoup plus de 18 000 tonnes, et ont fait valoir que l'augmentation de la taille offre à l’ennemi une cible plus grande et un navire bien moins manœuvrable.
Le responsable de la construction navale de l’US Navy, le contre-amiral Washington L. Capps, conçoit un design ambitieux qui combine un armement puissant et un blindage épais sur une petite coque. Il pense que les batailles navales futures impliqueront davantage des flottes entières plutôt que des navires seuls. Et tandis que les tourelles disposées sur les ailes sont communes notamment aux constructions européennes, car utiles pour mettre un maximum de puissance de feu dans une direction donnée, elles le sont moins dans le cadre d'une ligne de bataille. De là, Caps théorise que la principale préoccupation d'un cuirassé est combien de poids d'obus, il peut tirer par bordée. La disposition des tourelles dans un format superposé sur l'axe permet à la coque d’être aussi courte que possible tout en disposant de la plus puissante bordée possible. Un navire avec sa batterie principale placée le long du centre du navire peut concentrer la même quantité de feu à bâbord ou à tribord pendant une bordée. En comparaison, les tourelles d'ailes ont des lacunes importantes. Leur emplacement sur la gauche et sur la droite de la superstructure d'un navire limite la puissance des bordées, tous les canons ne pouvant tirer ensemble, et le poids extrême placé sur les côtés des navires conduit à des contraintes de torsions et augmente l'inertie du roulis,
L'insertion de tourelles principales supplémentaires dans l'axe du navire avec leurs magasins associés a pour conséquence d’utiliser une grande quantité d'espace au sein d’un navire déjà limité dans ce domaine. Cela contraint Washington L. Capps à faire des économies dans d'autres secteurs afin de respecter la limite imposée de tonnage. La taille des machines est réduite afin de s'adapter à l'espace entre les magasins avant et arrière, lesquels sont plus grands que la normale. Les chaufferies sont déplacées vers l'intérieur pour faire de la place à la protection contre les torpilles. La propulsion demeure le plus grand problème. Il n'y a pas la place pour installer des moteurs donnant la même quantité d'énergie que sur les cuirassés précédents. Capps suggère une réduction du nombre de chaudières d’un tiers pour faire de la place. Le Bureau of Steam Engineering (en) ne peut offrir en réponse que des chaufferies plus compactes en éliminant les cloisons centrales,.
« Early in [the twentieth century], several navies simultaneously decided to shift to a main battery composed entirely of the heaviest guns. The first and most famous product of this innovation was HMS Dreadnought, which gave her name to a generation of all-big-gun ships. Parallel to but independent of her conception was the American South Carolina, in many ways equally revolutionary. She introduced a superfiring main battery, a design economy which gave her a better-protected broadside equal to that of her British contemporary on about 3,000 [long] tons less displacement. »
— Norman Friedman, U.S. Battleships: An Illustrated Design History [Annapolis, MD: Naval Institute Press, 1985], p. 51.
Les concepteurs se heurtent au problème que l'historien Norman Friedman (en) appelle le «squeeze» lors de la conception d'un navire militaire: les trois éléments essentiels d'un cuirassé peuvent être définis comme l'armement, la propulsion et le blindage. Favoriser un de ces trois facteurs primaires, oblige à accepter des compromis sur les autres. En fin de compte, le choix est fait de privilégier l'armement et le blindage au détriment de la vitesse. On conséquence, la classe South Carolina a une vitesse de pointe inférieure au HMS Dreadnought, le navire britannique construit peu avant la South Carolina selon les mêmes concepts novateurs de dreadnought, et de tous les futurs cuirassés américains.

## Caractéristiques

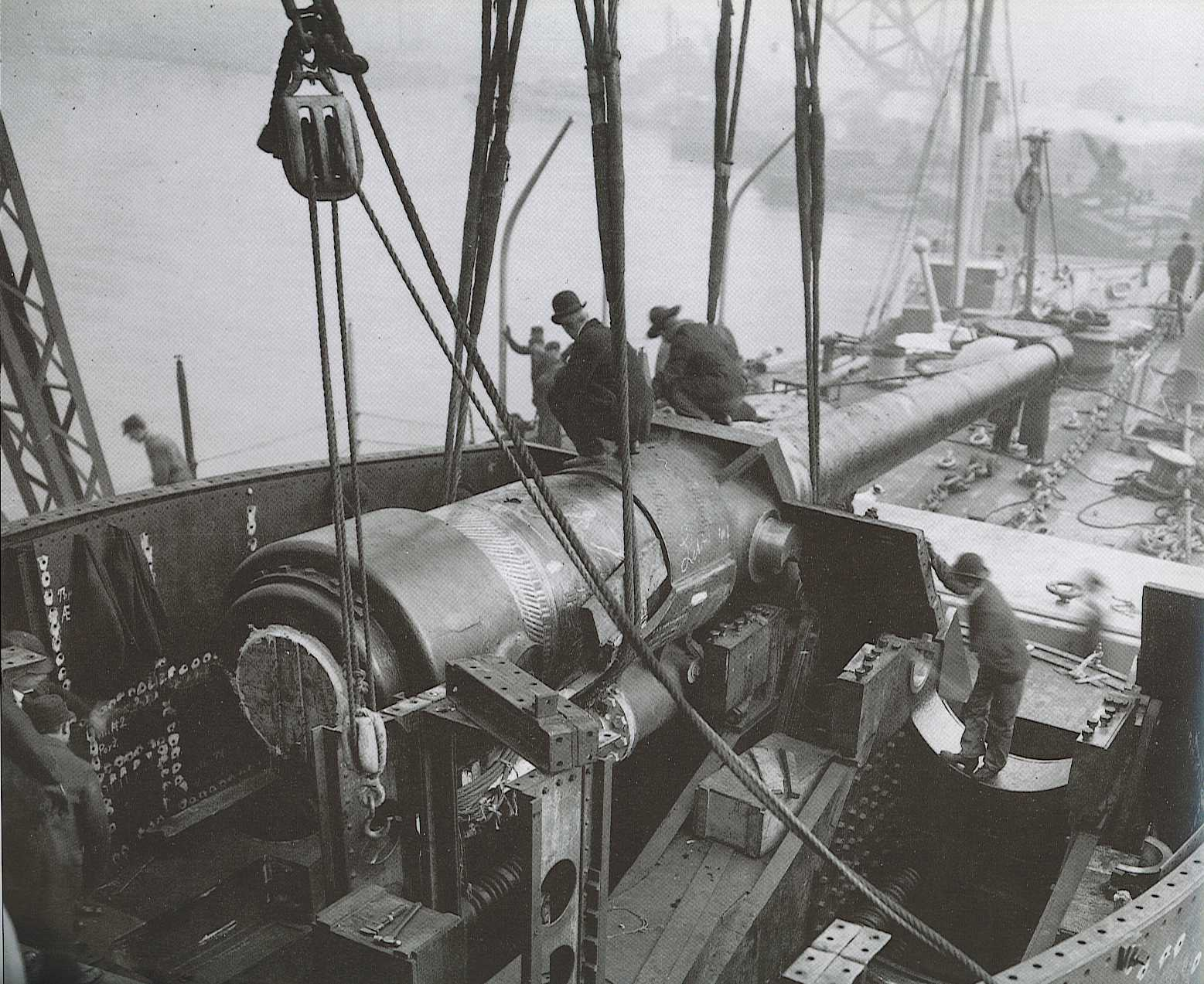
Un canon de 305 mm identique à ceux installés sur les navires de la classe.

Avec un déplacement de 16 260 t, les cuirassés de classe South Carolina sont de la même taille théorique que la précédente classe pré-dreadnought Connecticut. En service, ils sont par contre un peu plus légers: l'USS Louisiana (BB-19) a un déplacement de 15 520 t, tandis que l'USS Michigan  déplace 15 130 t pour une taille similaire. En effet, la taille de la coque du navire est également comparable à la classe Connecticut avec une longueur hors-tout de 138 m, (137 m entre perpendiculaires), et une même longueur de flottaison. Le maître-bau est de 24 m, le tirant d'eau de 7,5 m, et la hauteur métacentrique (en) est de 1,75 m en moyenne, et légèrement inférieur à 1,60 m lorsque le navire est à pleine charge,,. Ils sont conçus pour accueillir environ 869 hommes.
La classe South Carolina est équipée d’un système de propulsion comprenant deux moteurs à triple expansion vapeur entraînant deux hélices à 3 pales. Les moteurs sont alimentés par douze chaudières à tube à surchauffe Babcock & Wilcox, alimentées par du charbon et situées dans trois compartiments étanches. Le poids total est de 1 580 t, ce qui est un peu plus de la limite spécifiée par le contrat. Des moteurs traditionnels à triple expansion sont préférées aux turbines à vapeur utilisées sur le HMS Dreadnought. La capacité réelle d’emport de charbon est de 2 412 t à pleine charge, soit légèrement plus que le maximum prévu de 2 235 t, permettant une autonomie de 12 900 km à 19 km/h. Alors que les deux navires de la classe dépassent les 37 km/h dans des conditions d'essai idéales, la marine s’attend à ce que la vitesse de pointe normale soit d'environ 34 km/h,,.
Les navires de la classe South Caronlina sont équipés de huit canons de 305 mm disposés par deux sur quatre tourelles; deux à l'avant et deux à l'arrière, avec centaine de munitions pour chaque canon. Les canons sont disposés de manière innovante, en tourelles superposées (superfiring), où une tourelle est montée légèrement derrière et au-dessus de l'autre. L’armement secondaire est composé de vingt-deux canons légers anti-torpilleur de 76 mm montés dans des casemates, et de deux tubes lance-torpilles de 533 mm placés sous la ligne de flottaison, un de chaque côté du navire,.
Le blindage de classe South Caroline est décrit par l'auteur Siegfried Breyer comme « remarkably progressive », en dépit de carences en matière de protection horizontale et sous-marine. La ceinture de blindage est plus épaisse au niveau des magasins, de 305-254 mm, qu’au niveau de la propulsion de 279 à 229 mm. Les casemates sont protégées par 254 à 203 mm de blindage, tandis que le blindage du pont varie de 64 à 25 mm. Les tourelles disposent du blindage le plus épais avec 305-203-63,5 mm (face / latéral / toit) ; et le kiosque, de 305 à 51 mm. Les barbettes sont protégées avec 254 à 203 mm d'armure. Le poids total du blindage représente 31,4 % du déplacement du navire, soit un peu plus que sur les trois prochaines classes de cuirassé,.

## Construction et essais

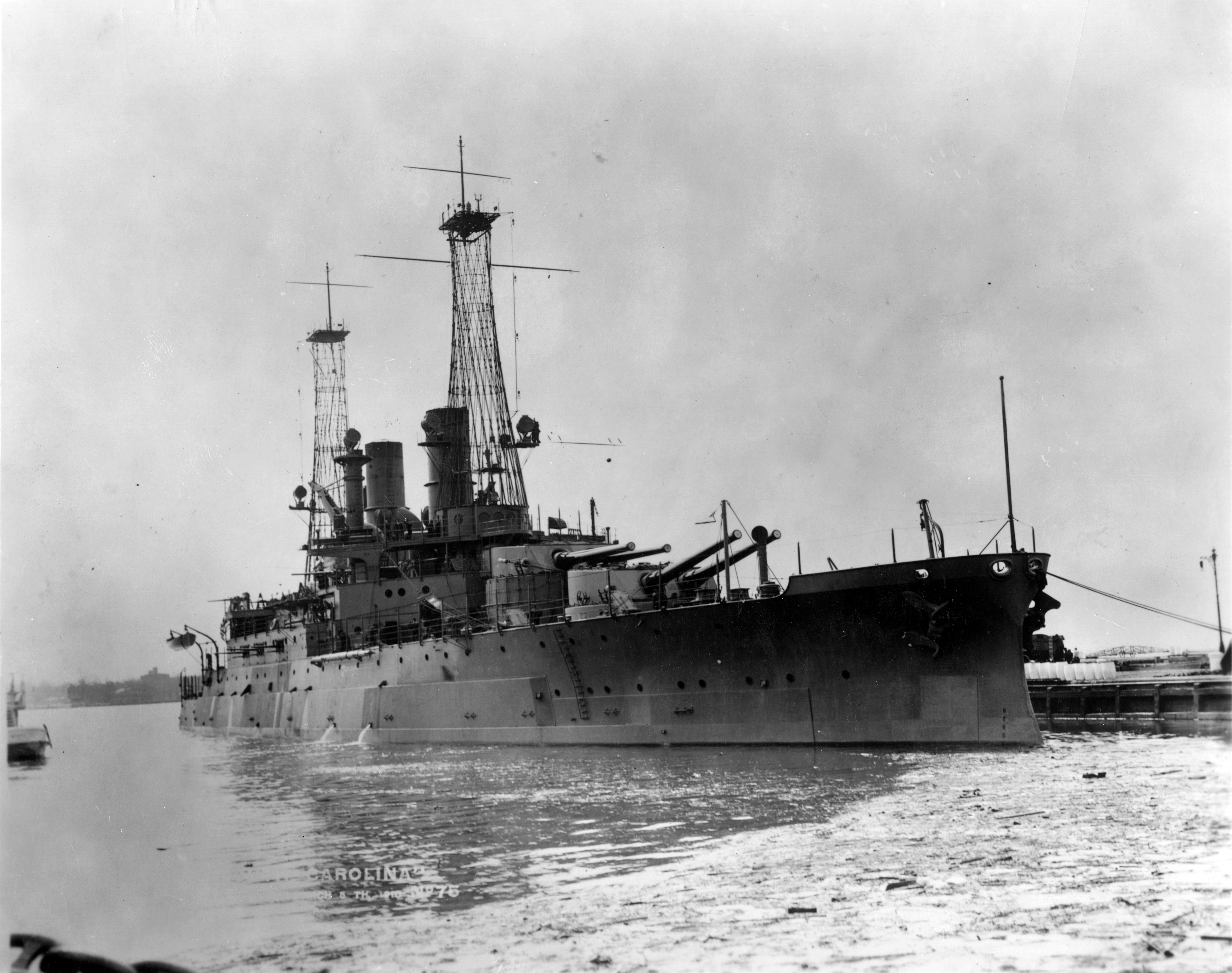
L'USS South Carolina.

Les contrats de construction sont respectivement passés les 20 et 21 juillet 1906,. Le cout sans armement et sans blindage du South Carolina est de 3 540 000 $,, celui du Michigan, est de 3 585 000 $,. Le cout par unité, armée et blindée est de 7 000 000 $.
La quille de l'USS Michigan est posée le 17 décembre 1906, un jour avant celle de l'USS South Carolina (BB-26),. Après la construction de la structure, les navires sont lancés respectivement le 26 mai et le 11 juillet 1908. Le Michigan est à un peu plus de la moitié de la construction complète lors de son lancement. Il est baptisé par Carol Newberry, la fille du secrétaire à la Marine des États-Unis Truman Handy Newberry. Le lancement du navire de guerre est présenté comme un évènement qui fait date, et le spectacle attire de nombreuses personnalités, dont le gouverneur et lieutenant-gouverneur du Michigan, le gouverneur du New Jersey, le maire de Detroit, et le secrétaire à l'Intérieur des États-Unis, ainsi que de nombreux amiraux et les constructeurs,. Comme son navire-jumeau, le South Carolina est à la moitié de sa construction lors de son lancement. La cérémonie est suivie par de nombreuses personnalités de l'État de Caroline du Sud, y compris le gouverneur Martin Frederick Ansel (en) et c’est sa fille Frederica qui baptise le navire,,,,.
Après la fin des travaux, les deux navires sont soumis à des essais en mer pour s’assurer du respect des spécifications contractuelles,. Les premiers essais en mer du Michigan sont menés sur le traditionnel terrain d'essai de la marine au large de Rockland (Maine) dans le Maine à compter du 9 juin 1909. Lors de l’un de ces essais, le Michigan s’échoue sur un banc de sable. Un incident sans dommage important mais qui a permis de découvrir un problème sur les deux hélices qui ont dû subir des réparations. Cet évènement retarde l'achèvement des essais jusqu'à 20-24 juin. Le cuirassé entre en service actif quelques mois plus tard, le 4 janvier 1910, faisant des États-Unis, le troisième pays à disposer d’un cuirassé dreadnought en service, après le Royaume-Uni et l'Allemagne, mais juste avant les cuirassés brésiliens de la classe Minas Geraes.
Les essais du South Carolina sont réalisés au large de la Baie du Delaware à partir du 24 aout 1909. Les essais se déroulent sans incident et plus rapidement que pour le Michigan. Après les derniers ajustements au chantier William Cramp & Sons,,,, le South Carolina entre en service actif le 1er mars 1910 et entame sa croisière inaugurale six jours plus tard.

## Unités de la classe
| Nom                | Numéro | Image | Chantier                          | Quille           | Lancement       | Mise en service | Destin                      |
| ------------------ | ------ | ----- | --------------------------------- | ---------------- | --------------- | --------------- | --------------------------- |
| USS South Carolina | BB-26  |       | William Cramp & Sons              | 18 décembre 1906 | 11 juillet 1908 | 1er mars 1910   | Désarmé le 15 décembre 1921 |
| USS Michigan       | BB-27  |       | New York Shipbuilding Corporation | 17 décembre 1906 | 26 mai 1908     | 4 janvier 1910  | Désarmé le 11 février 1922  |

## Histoire et déploiement

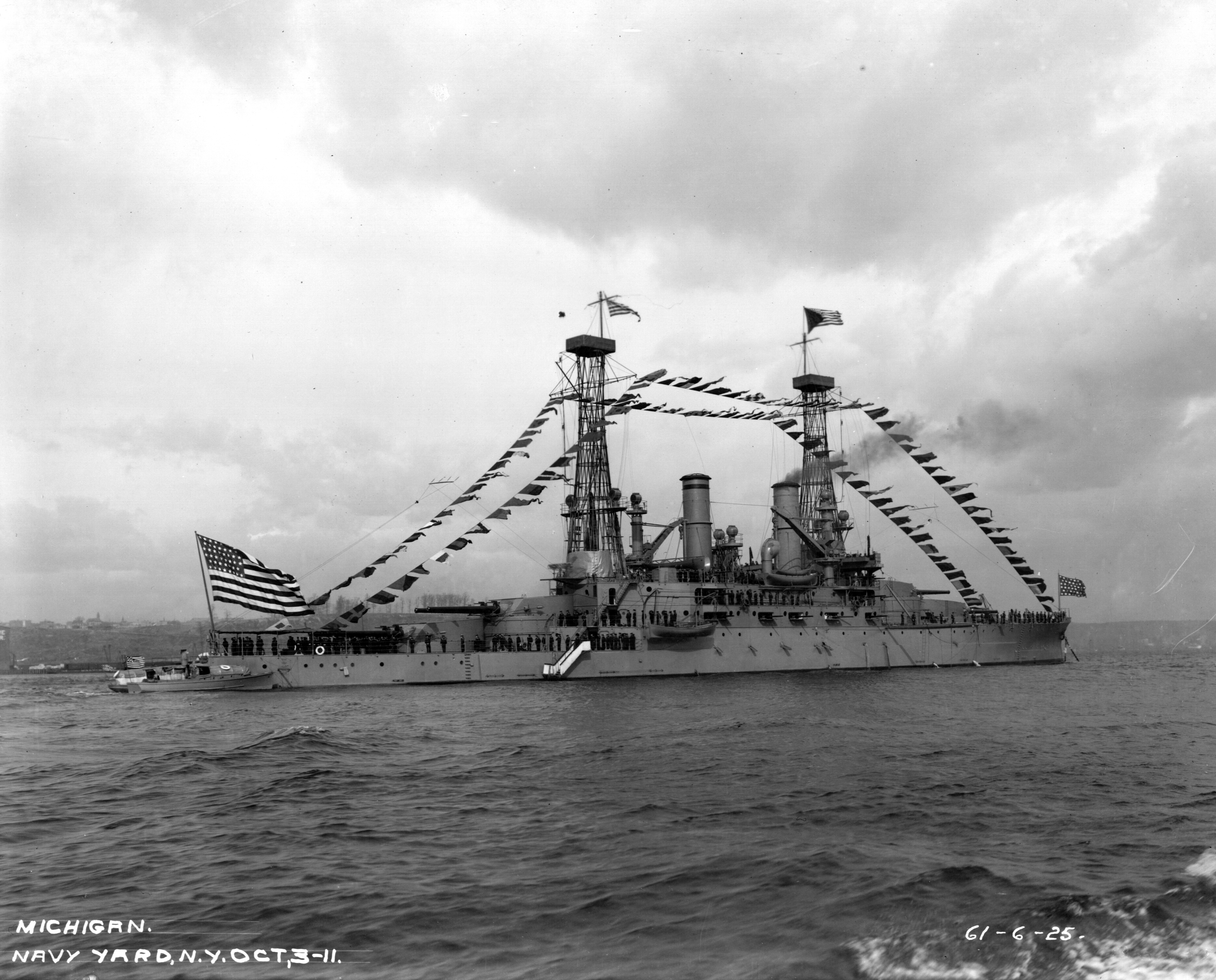
L'USS Michigan lors de la revue navale de New York, le 3 octobre 1911.

Après leur mis en service, les deux navires sont affectés à la flotte de l'Atlantique des États-Unis. Les deux navires naviguent le long de la côte Est des États-Unis de juillet à novembre. Le 2 novembre, intégrés à la Second Battleship Division, les navires quittent le Boston Navy Yard pour un voyage d'entrainement en Europe, où ils visitent l'Île de Portland au Royaume-Uni et à Cherbourg en France. En janvier 1911, ils atteignent la base navale de la baie de Guantánamo, à Cuba avant de poursuivre vers la base navale de Norfolk. Après de nouvelles manœuvres, les deux navires se séparent; le Michigan reste sur la côte Est, tandis que le South Carolina entreprend un autre voyage vers l’Europe. Le navire visite Copenhague au Danemark, Stockholm en Suède, Cronstadt en Russie et finalement Kiel en Allemagne pour participer à la Semaine de Kiel, un grand événement de voile, avant de prendre le chemin du retour en juillet 1911,.
Le South Carolina prend ensuite part à la revue navale de 1911 à New York, avant plusieurs mois de navigation entre les ports de la côte Est. Il est chargé d’accueillir un escadron naval allemand en visite et notamment composé du croiseur SMS Moltke et deux croiseurs légers. Après une refonte de trois mois, à Norfolk (Virginie), le South Carolina rejoint le Michigan pour effectuer une croisière entre Pensacola, La Nouvelle-Orléans, Galveston, et Veracruz au Mexique, dans le cadre du Special Service Squadron (en). Le South Carolina visite plus tard, Colón au Panama en janvier 1913. Les deux navires continuent ensuite leur navigation entre les ports de la côte Est avant que les troubles au Mexique et dans les Caraïbes n’incitent le gouvernement américain à les envoyer sur place. Le South Carolina débarque des marines à Haïti le 28 janvier 1914 pour protéger la délégation américaine. Ces derniers retournent à bord du navire quand Oreste Zamor prend le pouvoir dix jours plus tard, mais la poursuite des troubles conduira plus tard les États-Unis à occuper Haïti. Le South Carolina rejoint ensuite le Michigan à Veracruz tandis que les États-Unis prennent et occupent la ville à partir d’avril 1914,.
Au début de la Première Guerre mondiale, les deux cuirassés de la classe South Carolina sont regroupés avec deux cuirassés pré-Dreadnought, l’USS Connecticut (BB-18) et l’USS Vermont (BB-20) en raison de leur vitesse de pointe plus faible que tous les cuirassés américains ultérieurs. Les deux navires sont remis en état et rénové à Philadelphie entre le 14 octobre et le 20 février 1915, puis chargé d'effectuer des patrouilles de neutralité sur le côté atlantique américain, même après l'entrée en guerre des États-Unis le 6 avril 1917. En janvier 1918, le Michigan effectue des entrainements avec la flotte principale quand il traverse par une forte tempête. Les vents violents et les vagues ont causé l'effondrement de son mât avant, tuant six marins et en blessant treize,,.

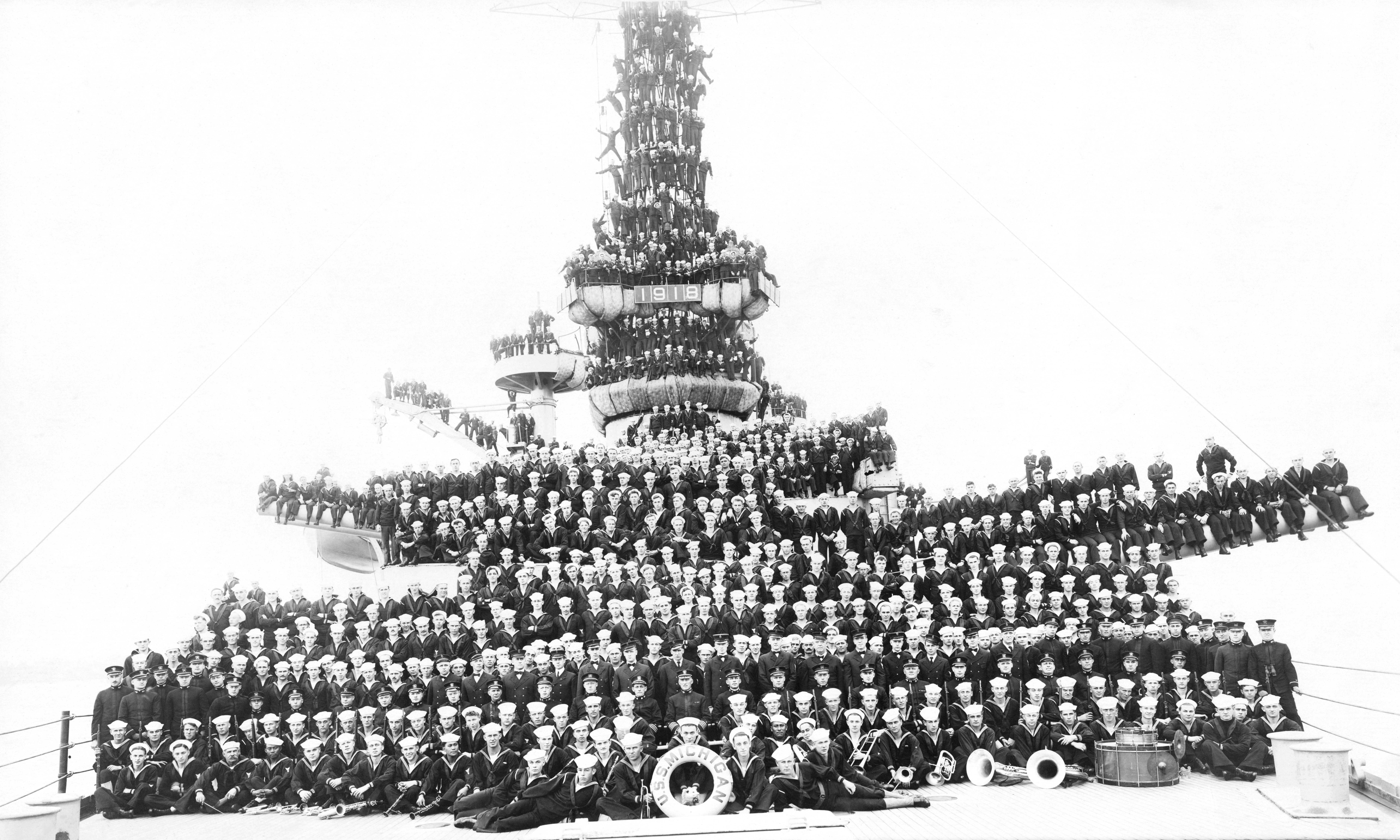
L'équipage de l'USS Michigan en 1918.

Le 6 septembre 1918, le South Carolina escorte un convoi rapide à travers l'Atlantique, devenant l'un des premiers cuirassés américains (aux côtés de l'USS Kansas (BB-21) et de l'USS New Hampshire (BB-25)) à le faire. Lors de son retour aux États-Unis, le South Carolina perd son hélice tribord. Il doit continuer sur l'hélice bâbord, mais une valve de son moteur commence à mal fonctionner et une soupape auxiliaire provoque une grande quantité de vibrations, de sorte que le navire doit s'arrêter quelques heures pour des réparations temporaires sur la vanne principale. Le navire répare finalement et continu vers le Philadelphia Naval Shipyard pour effectuer des réparations plus profondes. Le Michigan a le même problème lors de l'escorte d'un convoi quelques mois plus tard. Le navire perd son hélice bâbord, le 8 octobre, mais réussit à retourner à bon port le 11 octobre sans autre incident. Après la fin de la guerre le 11 novembre 1918, les deux cuirassés sont utilisés pour rapatrier les soldats américains qui avaient combattu dans la guerre.
Dans les années d’après guerre, les deux cuirassés sont utilisés pour des opérations d’entrainement et de formation. Les termes du Traité de Washington de 1922, qui limitent la construction navale pour éviter une course aux armements considérablement coûteuse, contraint également au désarmement de dizaines de cuirassés âgées dans les marines des signataires. L’USS South Carolina est désarmé le 15 décembre 1921, peu avant la fin de la conférence, et le désarmement de l’USS Michigan suit le 11 février 1921, le lendemain de la signature du traité. Tous deux sont rayés des listes de la marine le 10 novembre 1923 et démoli au cours de l’année 1924 au chantier Philadelphia Naval Shipyard,.